# Baum der Erkenntnis
Dieser Artikel wurde in der Qualitätssicherung Religion eingetragen. Hilf mit, die inhaltlichen Mängel dieses Artikels zu beseitigen, und beteilige dich an der Diskussion.

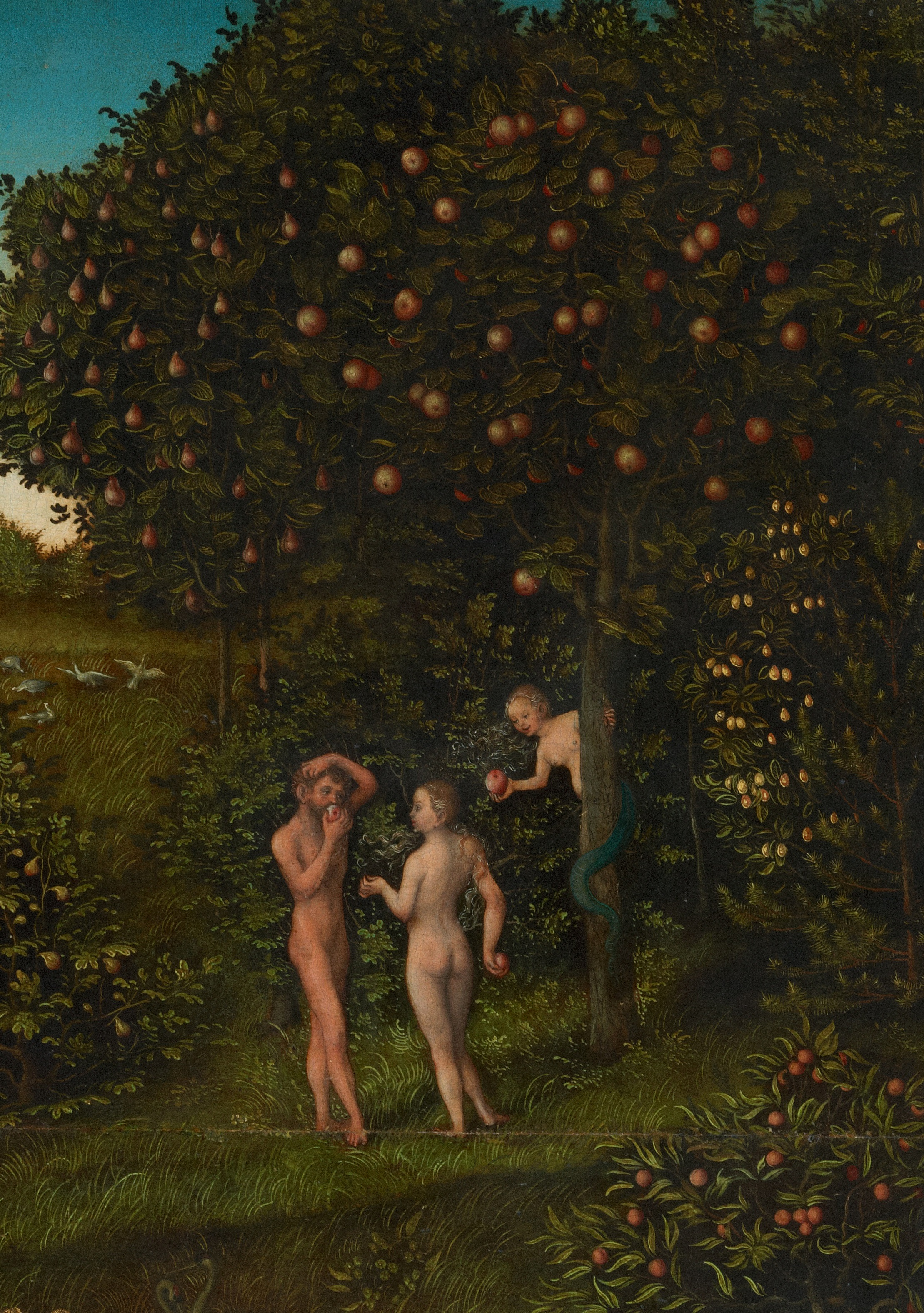
Lucas Cranach der Ältere: Der Baum der Erkenntnis, Ausschnitt des Gemäldes „Paradies“ im Kunsthistorischen Museum, Wien

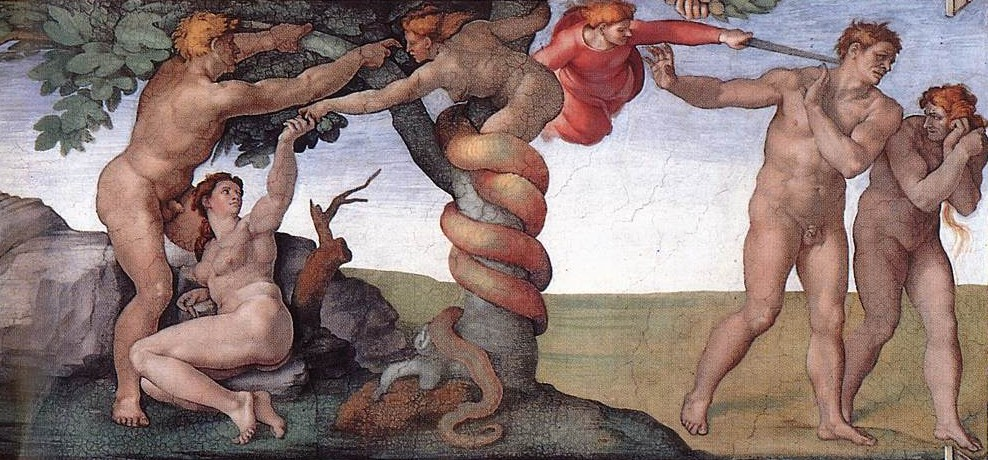
Michelangelo: Sündenfall und Vertreibung aus dem Paradies (Deckenfresko in der Sixtinischen Kapelle)

Der Baum der Erkenntnis von Gut und Böse (hebr. עֵץ הַדַּעַת טוֹב וָרָע [ez hada'ʕat toɸ va'ra], griech. ξύλον τοῦ εἰδέναι γνωστὸν καλοῦ καὶ πονηροῦ, lateinisch lignum sapientiae boni et mali) ist ein Baum in der Paradieserzählung in Genesis 2:9-3:19,GerSch  der Bibel. Er befindet sich zusammen mit dem Baum des Lebens in der Mitte des Gartens Eden (Gen 2,9 ). Gott verbot den Menschen, von dessen Früchten zu essen (Gen 2,17 ).

## Biblische Erzählung
Laut biblischer Erzählung (Genesis, Kapitel 2 und 3) befand sich der Baum der Erkenntnis von Gut und Böse im Garten Eden, in dem auch Adam und Eva lebten. Gott verbot Adam, von den Früchten dieses einen Baumes zu essen, und warnte ihn, dass er mit dem Tod bestraft würde, wenn er die verbotenen Früchte essen würde. Eva wird von der Schlange in Versuchung geführt, die ihr sagt, dass sie deswegen nicht sterben würden, sondern dann Gut und Böse erkennen würde. Daraufhin isst sie eine Frucht vom Baum der Erkenntnis von Gut und Böse und gibt sie dann ihrem Mann. Im Anschluss erkennen beide, dass sie nackt waren. Sie fertigen sich Kleidung und versteckten sich vor der Anwesenheit Gottes im Garten Eden.

## Christliche Sicht

### Von der historischen zur symbolischen Deutung
Die Paradieserzählung als Teil der biblischen Urgeschichte wurde bis in die Mitte des 20. Jahrhunderts in den Kirchen überwiegend historisch verstanden. Die heutige historisch-kritische Exegese gibt eine Reihe von Erklärungen, ohne dass ein Konsens erzielt wurde. Der katholische Alttestamentler Bernd Willmes zählt fünf verschiedene Deutungsrichtungen auf: die sexuelle, die ethische, die intellektuelle, die entwicklungspsychologische und die emanzipatorische Deutung.
Der evangelische Alttestamentler Andreas Schüle bekennt eine exegetische Ratlosigkeit der Erzählung gegenüber: Die beiden Bäume seien „ein letztlich nicht lösbares Rätsel“. Entscheidend für das Verständnis ist die Deutung des Paradiesgartens bzw. symbolisch des Paradies-Heiligtums als „Urbild des Tempels“ (Hartmut Gese), in dessen Mitte der verbotene Baum steht.
Der altchristliche Exeget Origenes und seine Nachfolger hatten eine nicht-historische Deutung vorgelegt und dafür Bezeichnungen wie „das Geistige“, „das Pneumatische“, „das Mythische“, „das Tropaische“ (das heißt: das Übertragene, Metaphorische) oder auch „das Symbolische“ gefunden. „Es herauszufinden und darzulegen, ist in den Augen des Origenes die wichtigste Aufgabe des Exegeten. Diejenigen, die danach schon gar nicht suchen wollen, die sich auf das Historische beschränken, nennt er verächtlich „Sklaven der Wörtlichkeit“ oder „des Buchstabens“.“ Kirchenväter wie Hieronymus und Augustinus von Hippo sind ihm darin nicht gefolgt, sondern haben ihn dafür teils scharf kritisiert. Allerdings ist seine Auffassung nie von der Kirche verurteilt worden, auch nicht die des Thomas Cajetan (1469–1534), der im ausgehenden Mittelalter als einziger „die ersten drei Kapitel der Genesis wie Origenes rein metaphorisch deutete“.
Martin Luther und die Reformatoren blieben ebenso auf der Linie Augustins wie zuvor schon Thomas von Aquin und die mittelalterlichen Kommentatoren. Die Folge war, dass an den biblischen Text groteske und absurde historische Fragen gestellt werden mussten. Nachdem im Laufe des Mittelalters die Allegorese für unwissenschaftlich erklärt und in die Predigt oder fromme Betrachtung verbannt worden war, wurde es unmöglich, mit fiktionalen Texten angemessen umzugehen. Jede Einzelheit musste den „Fakten“ getreu historisch stimmen, um „wahr“ sein zu können. Denn nur der wörtliche Sinn schien eindeutig, und nur darauf konnte Theologie als Glaubenswissenschaft gegründet werden. „Die katastrophalen Folgen dieser unsachgemäßen Reduktion zeigten sich in der Entwicklung, die im 17./18. Jahrhundert einsetzte. Das Gezwungene so mancher Erklärung und der Nachweis fiktionaler Elemente in den heiligen Geschichten brachte viele Menschen um ihren Glauben und führte in der exegetischen Wissenschaft zu der Unfähigkeit, die biblischen Geschichten überhaupt noch als Geschichten mit Realitätsbezug zu lesen.“
Nach dem Neutestamentler Marius Reiser kann man heute zwar „fast alles in der Bibel für Fiktion erklären“, doch die eigentliche Aufgabe, zu erklären, worin „die Wahrheit einer Geschichtserzählung (liegt), die sich ganz oder teilweise als fiktionaler Text erweist“, „haben wir noch immer nicht gelöst, ja es scheint fast so, als ob sie kaum jemanden interessierte“. Reiser selbst plädiert mit Origenes für „den Begriff des Symbolischen“, um „den über das Faktische hinausgehenden Wahrheitsgehalt einer biblischen Erzählung“ zu bezeichnen. Zur eschatologisch-sakramentalen Deutung vgl. den folgenden Abschnitt unten.

### Deutungszusammenhang von Urgeschichte und Eschatologie
Wie die ‚letzten Dinge‘ (Eschata), die himmlische Vollendung und das Gericht, so liegen auch die ‚ersten Dinge‘ (Prota) jenseits der historischen Zeit. Die eschatologisch-sakramentale Deutung erinnert an den engen Zusammenhang von den ersten und den letzten Dingen. Das Sakramentale verweist in den Raum der kirchlichen Liturgie, der – besonders ausgeprägt in der Göttlichen Liturgie der Ostkirchen – Raum der eschatologischen Vollendung und damit auch des protologischen Ursprungs ist: „In der Kirche ist das Paradise regained. Mit Adam aus dem Garten vertrieben, wandern wir umher auf dem Felde, mit Christus in den Garten [der Auferstehung] zurückgebracht ruht die Kirche im Paradies.“ „Alles in der Kirche ist Parusie [Wiederkunft, Gegenwart], alles ist zeit- und raumlose verhüllte Wirklichkeit in Symbolen, alles ist in den Mysterien der Kirche ewiges Jetzt. (…) Parusie, Wiederkunft – Phantasie oder Wirklichkeit?“ In der liturgischen Feier des Pascha-Mysteriums von Kreuzestod, Auferstehung und Wiederkunft Christi stellt sich die Frage so nicht. Die Kirche „kann nur in Symbolsprache reden; aber sie durchschaut die Symbole“ auf die ewige Wirklichkeit des Himmels hin: „Kirche – Paradies – Himmel“ bilden eine Einheit. Von der lateinischen Tradition her sagt der Jesuit und Konzilstheologe Friedrich Wulf dasselbe: „Es ist eine kontinuierliche Linie vom ursprünglichen Paradies der Schöpfungsgeschichte über das Paradies der Kirche bis zum endgültigen Paradies.“
Mit dem Paradies ist dabei ursprünglich das „Urbild des Tempels“ und dann auch das Urbild der Kirche gemeint. Der jüdische Schriftsteller Friedrich Weinreb erklärt: „Sobald der Mensch vom Baum der Erkenntnis nimmt, ist der Weg zum Baum des Lebens, der Weg zum Tempel, verschlossen.“ Dieses Verschließen des Zugangs zu Tempel und Lebensbaum geschieht automatisch, wo der Mensch anfängt, nach dem Sichtbaren bzw. der bloßen „Wahrnehmung, nach dem Beweisbaren zu urteilen“ und die unsichtbare Welt des Himmels vergisst. Mit dem ‚Baum des ewigen Lebens‘ ist hier das ewige Wort Gottes oder die Tora im geistigen oder mystischen Verständnis gemeint; durch dieses innere Verständnis hat sie erst eine innere Einheit – Einheit bedeutet hier zugleich Geist und ewiges Leben. Demgegenüber lässt das Essen vom Baum der Erkenntnis von Gut und Böse aus der kontemplativen Einsicht herausfallen in eine an der Oberfläche bleibende Wahrnehmung der Welt, ein Vielwissen ohne Einheit, was gleichbedeutend ist mit ‚Staub‘ (Materie) und Tod (vgl. Gen 3,19 EU). Die Gewissheit der Hoffnung auf das ewige Leben oder den 8. Tag der Auferstehung jenseits der Sieben-Tage-Schöpfung „ist es auch, welche die Bibel zum Baum des Lebens macht…, der ‚Eins‘ gegenüber der Vielheit ist. Wer die Bibel als solch eine Einheit kennt, … kennt den Baum des Lebens.“
Wie die jüdische Überlieferung deutet auch Bonaventura den äußeren Literalsinn der Schrift auf den Erkenntnisbaum und den inneren, geistlich-mystischen Sinn auf den Lebensbaum: „erst im geistlichen Verständnis wird die Schrift zum Baum des Lebens“. Das Wort Gottes ist „der Lebensbaum, weil wir durch diese Mitte zurückkehren und lebend gemacht werden in diesem Lebensquell. Neigen wir uns aber zur Kenntnis der Dinge auf dem Weg der Erforschung, indem wir mehr aufspüren, als uns verstattet ist, so stürzen wir aus der wahren Schau [contemplatio] und kosten von dem verbotenen Baum der Erkenntnis des Guten und des Bösen …“
Die Gewissheit der Hoffnung auf das ewige Leben wird mit der Auferstehung Christi am 8. Tag (siehe Sonntag) neu begründet. Der mystische Aufstieg zur Schau der Einheit und zum Sinn der Schrift (vgl. Lk 24,25-32) ergibt sich so von der Eschatologie oder den ‚letzten Dingen‘ her. Der evangelische Theologe Paul Schütz erklärt: „In der biblischen Zeit bestimmt das Zukünftige das Gegenwärtige und mit dem Gegenwärtigen das Vergangene. (…) Was die ‚ersten‘ Dinge, die prota, sind, wird hier bestimmt durch die eschata, die ‚letzten Dinge‘. Ja, sie werden gerade durch sie geschaffen.“ „In der Hoffnung hebt die Prophetie alle Weisen, in der Zeit zu sein, der Erfüllung entgegen. Alle Zeit, auch die fernste Vergangenheit, ist in ihr zur erfüllten Zeit hin geöffnete Zeit.“ Von daher versteht das alte symbolische Denken alle biblischen Erzählungen als Vorbilder (Typoi) und Modelle des prophetisch erschauten Kommenden, das in der liturgisch-sakramentalen Feier der Kirche schon jetzt Gegenwart ist.
So wird zum Beispiel die Frucht vom Baum des ewigen Lebens zum symbolischen Vorausbild der Eucharistie, dem Sakrament der Einheit und der Liebe, als Frucht vom ‚Baum des Kreuzes‘. In der Johannes-Apokalypse sagt Jesus entsprechend: „Wer siegt“, das heißt wer zum Osterglauben durchbricht, „dem werde ich zu essen geben vom Baum des Lebens, der im Paradies Gottes steht“ (Offb 2,7) – im Paradies oder Garten Gottes analog zum Haus Gottes oder der Kirche als eschatologischer Größe: „Ecclesia vivit in transitu – die Kirche lebt immer im Übergang.“ „Jetzt feiert die Kirche mit ihrem Herrn Pèsach oder Übergang vom Tode zum Leben.“

#### Verlust der ursprünglichen Harmonie
Dieses symbolisch-eschatologische bzw. sakramental-mystische Denken wurde jedoch in der Neuzeit mehr und mehr zugunsten eines historischen Denkens aufgegeben. Auf der Linie der historischen Deutung liegt auch noch der Katechismus der katholischen Kirche von 1993. Der Sündenfall im verbotenen Essen vom Baum der Erkenntnis als Verlust des Paradieses (Gen 3,23 ) bedeutet danach den Verlust der ursprünglichen Harmonie von Schöpfer und Geschöpf: „Adam und Eva verlieren sogleich die Gnade der ursprünglichen Heiligkeit. (…) Die Harmonie, die sie der ursprünglichen Gerechtigkeit verdanken, ist zerstört. (…) Der Tod hält Einzug in die Menschheitsgeschichte.“ Diese Deutung hat ihren Anhalt daran, dass nach dem alttestamentlichen Weisheitsbuch (Weish 9,1-3 ; vgl. 2,23 ) die Gottesbildlichkeit des Menschen als ‚Heiligkeit‘ und ‚Gerechtigkeit‘ verstanden wird. Das Weisheitsbuch erklärt den Tod der ‚Ungerechten‘ und ‚Frevler‘ als Folge des „Neids des Teufels“, der mit der Paradiesschlange identifiziert wird (Weish 2,23f), während „die Seelen der Gerechten in Gottes Hand“ sind, das heißt auf „Unsterblichkeit“ hoffen dürfen (Weish 3,1-4 ). Eine Erklärung dafür, warum der ‚Todesbaum‘ überhaupt im Paradies steht und damit die ursprüngliche Harmonie gefährdet, warum der ‚Ungehorsam‘ oder die ‚Ungerechtigkeit‘ des ‚Urpaares‘ solche Folgen für die ganze Menschheit haben kann (siehe Erbsünde) und wie die Sündenfall-Erzählung damit vereinbar ist, dass auch Tiere sterben und das Los von Mensch und Tier gleich ist, unabhängig von aller ‚Gerechtigkeit‘ (vgl. Koh 3,16-21 ), gibt weder das Weisheitsbuch noch der Katechismus der Katholischen Kirche.
Auch nach jüdischem Verständnis hat der Begriff der ‚Gerechtigkeit‘ einen umfassenden Sinn, der die Harmonie von Himmel und Erde oder Geist und Materie betrifft. Nach Rabbi Nachum Twersky von Tschernobyl (gest. 1789) hat der Sündenfall „die göttlichen Buchstaben der Welt auseinander“ gerissen „und das Letzte vom Ersten getrennt“. Der letzte hebräische Buchstabe als „Ende aller Stufen, die die irdische Stofflichkeit sind“, ist das Taw (Zahlenwert 400), während die oberste Stufe oder der Himmel „dem Aleph [= Eins] entspricht. Und deswegen heißt der Gerechte das All, weil er Himmel und Erde zugehört“ oder das Erste und das Letzte bzw. Aleph und Taw vereint (vgl. Offb 1,17 ; 22,13 ). In der Erhebung oder Erhöhung der untersten Stufen der Wirklichkeit nach oben „besteht das wahre Wesen des vollkommenen Gottesdienstes“.
Dieser vollkommene Gottesdienst als (sakramentale) Vereinigung von Himmel und Erde wird biblisch grundgelegt in der Erzählung von der Opferung Isaaks durch Abraham auf dem Berg Morijah (Gen 22,1-19 ), auf dem sich später der Jerusalemer Tempel erhebt (2 Chr 3,1 ). Wie diese Geschichte eine Prüfung der „Gottesfurcht“ (Gen 22,12) und des Gehorsam ist als „Anfang der Weisheit“ (vgl. Spr 1,7 , Sir 1,11  und 1,21  und Hiob 28,28 ), so kann man auch die Paradieserzählung als erste, freilich negativ ausgehende „Gehorsamsprobe“ lesen.

#### Deutung im biblischen Kontext
Die Harmonie der im Menschen ursprünglich vereinten Gegensätze von ‚Geist‘ (vgl. Gen 2,7) und ‚Fleisch‘ (vgl. Gen 2,21.24) drückt sich auch in dem In-eins der beiden Bäume in der Mitte des Gartens aus (Gen 2,9 ): Der Baum der Erkenntnis von Gut und Böse versinnbildet die Erde oder das (sterbliche) Fleisch, der Baum des (ewigen) Lebens den Himmel oder den Geist, was sich dann im ‚Urpaar‘ Eva und Adam spiegelt. Beide stehen für Leib und Seele, Unten und Oben, Außen und Innen, Erde und Himmel, Nacht und Tag, Mond (Schatten) und Sonne, geteilt und ganz, ‚weiblich‘ und ‚männlich‘. ‚Männlich‘ ist hebr. sachar, was auch er-innern bedeutet, also Rückgang des Geistes in sich selbst. Symbolischer Ausdruck der inneren Einheit des Geistes ist der Tempel in Jerusalem als ‚Nabel‘ der Welt. „Sobald der Mensch vom Baum der Erkenntnis nimmt, ist der Weg zum Baum des Lebens, der Weg zum Tempel, verschlossen.“ „Nicht nur der Tempel, jede Sache ist jetzt eine Ruine: die Wissenschaft, die Philosophie, die Dichtung, alles ist dann zerbrochen, unvollständig, unfertig.“ Das Zerbrochene oder Gebrochene ist das Endliche und Gegensätzliche, das Sinnliche und Leibliche, das mit dem Prinzip ‚Erde‘ identisch ist, nun aber getrennt von der Einheit des ‚Himmels‘ (der Seele, des Geistes oder der Geistseele).
Die ungebrochene Einheit des ‚Himmels‘ oder des Paradieses erschließt sich biblisch erst wieder mit der Offenbarung der Tora am Sinai; sie bedeutet, dass „Gott dem Menschen den Schlüssel gibt, den Baum des Lebens“. Schlüssel, hebr. mafteach, bzw. petach: Öffnung, Tür, ist eng verwandt mit pesach (= Ostern). Die Tora ist die Weisung des Weges zurück aus der leidvollen Zweiheit der Gegensätze und des sterblichen Fleisches (vgl. Gen 6,3) zur Einheit in und mit dem einen Gott. Auf diesem Weg sind besonders drei Verhaltensweisen zu meiden: „Blutvergießen“ (= Töten, auch im Sinn von ‚Beleidigen‘, die Menschenwürde nehmen – vgl. Mt 5,21-26); „Götzendienst“ (auch im Sinn einer Wahrnehmung, die an der Oberfläche bleibt, ohne wesentliche Einsicht) und „Unzucht treiben“ (im Sinn von: ‚der Blöße Ausdruck geben‘, ‚den Körper als Körper zeigen‘): „Man legt den Nachdruck auf etwas, das auf jeden Fall ohne Nachdruck und bedeckt bleiben sollte, denn es handelt sich um den Baum der Erkenntnis. Man muss daran vorbeigehen, darf es nicht ‚aufdecken‘“ (mit Bezug auf das Aufdecken der Blöße Noahs in Gen 9,22 als gleichsam zweitem Sündenfall).

### Weitere Interpretationen
Laut Friedrich Weinreb habe die Sexualität des Menschen biblisch mit dem Prinzip der Zweiheit zu tun, mit dem Leib als dem sichtbar Erscheinenden oder dem umhüllenden ‚Fleisch‘ – im Gegensatz zum ‚Männlichen‘ als der unsichtbaren Dimension oder dem verborgenen Geistigen oder dem Prinzip der Einheit. Friedrich Weinreb schreibt: „Als die Frau aus einer ‚Rippe‘, einer ‚Seite‘ Adams entstanden ist, schließt Gott diese Stelle mit ‚Fleisch‘; dass der Mensch ‚Fleisch‘ hat, ist gleichbedeutend mit dem Begriff ‚Frau‘. Die Umhüllung, der Körper des Menschen, ist das Weibliche.“ „Eigentlich ist das, was hier als Fleisch erscheint, ‚Frau‘, während der wesentliche Mensch, der ‚Mann‘, etwas ist, das man nicht in der Erscheinung des Menschen hier suchen soll. Darum heißt es [in der jüdischen Überlieferung] immer: Der Mensch, wie man ihn hier sieht, ist die ‚Frau‘, sei er konkret nun Mann oder Frau. (…) Und wann sieht man den ‚Mann‘? Wenn die Verbindung, der Bund mit Gott, da ist, dann sind ‚Mann‘ und ‚Frau‘ gemeinsam sichtbar, sonst nicht.“ Das Zeichen des Bundes bei Abraham ist die Beschneidung, das lässt sich als ‚Zurückdrängung des Fleisches‘ verstehen, als Beginn des Weges zurück ins Paradies (= Gelobtes Land).
Das harmonische Zusammenwirken der beiden Prinzipien Geist und Materie, Einheit und Zweiheit oder Lebensbaum und Erkenntnisbaum steht nach Weinreb gewissermaßen für ein sakramentales Wirklichkeitsverständnis als Verbindung (‚Ehe-Bund‘) zwischen Gnade und materieller Welt, Himmel und Erde, Geist und Fleisch („ein Fleisch“: Gen 2,24; vgl. Eph 5,31f), dem verborgenen Unsichtbaren und dem Sichtbaren, dem Unendlichen und dem Endlichen, in Zahlen: zwischen 1 und 2 bzw. 4 (in der biblischen Zahlensymbolik hat der Lebensbaum in der Summe der Zahlenwerte der hebräischen Buchstaben den Wert 233, der Erkenntnisbaum 932, das Verhältnis beider Zahlen ist 1:4; vgl. auch die vier Flüsse aus einem Strom Gen 2,10).
Von den „Feigenblättern“ in Gen 3,7 her gelte der Erkenntnisbaum als Feigenbaum, die Feige ist der biblischen Zählung zufolge die 4. Frucht (vgl. Dtn 8,8). „Dass die Feige dieses Prinzip des Baumes der Erkenntnis verkörpert, kommt wahrscheinlich auch in den vielen kleinen ‚Kernen‘ in der Erscheinungsform dieser Frucht zum Ausdruck, die den Drang zur Vielheit, zur großen Fruchtbarkeit darstellen. Man sieht darum in der Tat des Menschen, vom Baum der Erkenntnis zu essen, auch die Tat des Geschlechtsaktes.“
Weinreb behauptet, mit der Sexualität als dem Prinzip der Zweiheit sei der Begriff ‚Fleisch‘ eng verbunden. Der Begriff ‚basar‘ (בָשַר), Fleisch, „wird in erster Linie für ‚Geschlechtsorgan‘ verwendet, auch für den Körper an sich, denn die Geschlechtsorgane sind ja die Voraussetzung, dass der Körper überhaupt entstehen kann. So kann man sagen, dass der Körper nichts anderes ist als das Geschlechtsorgan. (…) Dieses Organ entsteht erst, als der Mensch mit dem Baum der Erkenntnis konfrontiert wird und von seiner Frucht nimmt.“ Das Essen sei also eine Folge der Erschaffung des materiellen Leibes durch Gott. Geschaffen wird nicht nur die unsichtbare, sondern gerade auch die sichtbare Schöpfung (vgl. Hebr 11,3). Allerdings sollte diese vom Wort oder Geist Gottes bestimmt bleiben (vgl. Röm 8,4f; Gal 5,16) und damit ihren sakramentalen Verweischarakter auf den Schöpfer behalten, den sie durch den Sündenfall gerade verliert. Paulus erklärt: „Das Trachten des Fleisches führt zum Tod, das Trachten des Geistes aber zu Leben und Frieden“ (Röm 8,6).
Ähnlich sagt Weinreb: „Vom Baum der Erkenntnis zu nehmen, heißt es in der [jüdischen] Überlieferung, bringt den Tod. Und der Tod drückt sich beim Menschen darin aus, dass er Geschlechtsorgane besitzt. Das ist der Stempel des Todes auf dem Menschen. Der Mensch kann ja nur existieren, wenn das Vorhergehende immer wieder verschwindet.“ Tod und Geburt seien reziprok (Adam und Eva im Paradies seien ja nicht auf natürlichem Weg ‚geboren‘).
Der Innsbrucker katholische Theologe Willibald Sandler verweist zur Deutung des Sündenfalls auf die Gemeinsamkeit der Grundstruktur von Urgeschichte und biblischer Geschichte: „Die deuteronomische Grundstruktur der Tora – zwei Wege: Leben und Tod – spiegelt sich in den beiden Bäumen in der Mitte des Gartens: Baum des Lebens und Baum des Todes. Wenn wir die Tora, Gottes Gesetz, im Paradies vorausgebildet sehen wollen, dann nicht allein und nicht zuerst im verbotenen Baum. Vor allem Verbot ist Gottes Weisung Gebot, das auf Leben zielt. Und deshalb steht für sie zuerst der Baum des Lebens. Die Fixierung des Gesetzes auf das Verbotene entspricht der List der Schlange …“ Das ist nicht weit entfernt von der kabbalistischen Vorstellung, dass ein äußeres, buchstäbliches Verständnis der Tora als ‚Gesetz‘ und ‚Verbot‘ erst Produkt des Sündenfalls ist.
Auch nach der christlichen Überlieferung besteht zwischen dem Sündenfall im Essen vom Erkenntnisbaum und der Sexualität eine enge Beziehung. Der verbotene Baum, so Sandler, kann „auch für die Sexualität stehen“: „nicht für die Sexualität an sich, denn sie ist wesentlich gut, sondern für die unzeitige und deplatzierte Ausübung der Sexualität. Sie verwüstet den Garten.“ Zu beachten ist zudem, dass der biblische Begriff des ‚Erkennens‘ „der hebräische Ausdruck für ‚den Geschlechtsverkehr vollziehen‘“ ist.
Diese Fruchtbarkeitskräfte des Irdischen bringt auch das Symbol der Schlange zum Ausdruck. Es bedeutet die endlose Entwicklung im Materiellen, aber in geistiger Blindheit – ohne Hoffnung auf Unsterblichkeit (vgl. Weish 2,6-9.21-24) und damit im Verlust der ewigen Lebensfülle bei Gott (Gen 3,22 ). Ohne die ‚Sehkraft‘ der Hoffnung (vgl. Eph 1,18) und des Glaubens verliert der Mensch das ihm von Gott eigentlich zugedachte Paradies (Gen 3,23 ) und den Zugang zum Baum des Lebens (Gen 3,24 ), der ihm erst wieder mit dem ‚Sieg‘ des Glaubens an die göttliche Offenbarung offen steht (Offb 2,7).
Sandler spricht auch vom Erkenntnisbaum als „Baum der Unverdanktheit“ und von der „Anmaßung der Unverdanktheit“: „Selbst Gott kann nicht geben, dass das Gegebene nicht Gabe, sondern unverdanktes Eigentum ist.“ Der Baum des Lebens wäre dann umgekehrt der Baum der Verdanktheit oder der Danksagung, griech. eucharistia. In diesem Sinn ist er in der christlichen Tradition auch verstanden worden (vgl. zum Beispiel Bonaventura, Lignum Vitae). Von daher erklärt sich dann die Identifizierung des Kreuzes mit dem Baum des Lebens (so schon Justin der Märtyrer im 2. Jahrhundert).

### Erkenntnis und Blindheit
Den Namen Baum der Erkenntnis von Gut und Böse erhält der Baum in Gen 2,9 im Vorgriff auf das Versprechen, das die Schlange Adam und Eva macht: „Sobald ihr davon esst, gehen euch die Augen auf; ihr werdet wie Gott und erkennt Gut und Böse“ (Gen 3,5 ). Damit ist aber gerade nicht, wie H. Junker von 2 Sam 14,17  zeigen will, „ein übermenschliches, an Allwissenheit grenzendes Erkennen […], wie man es dem ‚Engel Gottes‘ zuschrieb“, gemeint. Vielmehr bedeutet die gewonnene ‚Erkenntnis‘ den Verlust der Einsicht der göttlichen Weisheit zugunsten eines bloßen irdischen Vielwissens, wie es in dem animalischen „Tierfell“ (Gen 3,21) zum Ausdruck kommt. „In der Struktur dieses Wortes [erwa = Scham, Schande] ist der Begriff ‚or‘, 70-6-200, Fell, aber auch ‚iwer‘, blind, zu erkennen, denn ‚erwa‘ hat mit ‚Blindheit‘ zu tun.“
Zunächst scheint es, als behalte die Schlange Recht, denn den Menschen gehen, nachdem sie von den verbotenen Früchten gegessen haben, tatsächlich „die Augen auf“, doch sie sind nicht geworden wie Gott, sondern erkennen, „dass sie nackt“ sind (Gen 3,7 ). Im Hebräischen liegt hier ein Wortspiel vor zwischen עירם (°êrom = nackt) und ערום (°ârûm = schlau), wie die Schlange in (Gen 3,1 ) genannt wurde. Statt der versprochenen Gottgleichheit erkennen die Menschen ihre Armseligkeit und Bedürftigkeit, das heißt ihre Sterblichkeit.
Paulus hofft, bei seinem Ableben (als ‚Auswandern aus dem Leib‘) „nicht nackt erscheinen“ zu müssen, sondern bekleidet „mit dem himmlischen Haus“, „damit so das Sterbliche vom Leben verschlungen werde“ (2 Kor 5,1-8; vgl. 1 Kor 15,53). Für das Gehen des Weges in der endlichen Welt ist die ‚Sehkraft‘ der Hoffnung für das Unsichtbare und Ewige von entscheidender Bedeutung (vgl. Hebr 11,1). Diese Sehkraft überwindet die ‚falsche Imagination‘ der ‚Begierde der Augen‘ (Gen 3,6; vgl. Mt 5,28f; 6,22; 1 Joh 2,16f) oder die Fehlformen der Hoffnung: die Ver-zweiflung (als Vorwegnahme der Nicht-Erfüllung im Endlichen) einerseits und die Vermessenheit oder Hybris (als Glaube, sich selbst die Erfüllung des Lebens im Endlichen verschaffen zu können) andererseits.
In diesem Sinn hat der Salzburger Dogmatiker Gottfried Bachl gegen die sexualpessimistische Sicht des Sündenfalls bei Augustinus von Hippo die theologische Einsicht formuliert, „dass dem menschlichen Liebesakt der Charakter der Hoffnung zukommt, dass er geradezu das irdische, augenblickhafte Ereignis der Hoffnung auf die Stunde der Vollendung ist, wo im himmlischen Jerusalem die Braut des Lammes gezeigt wird.“ Dies gilt unter dem Vorzeichen des sakramentalen Bundes (der Ehe). Johannes Paul II. beleuchtete in seinen Mittwochskatechesen (1980) vor allem den Zusammenhang von Ursünde und „Ehebruch“; den Erkenntnisbaum deutete er dabei (in Einheit mit dem Baum des Lebens) als „Symbol des Bundes mit Gott“.
Als Motive für das Essen von den verbotenen Früchten sind aus Gen 3,5f. erkennbar:
- das durch die Schlange gesäte Misstrauen gegenüber Gott (Unglaube),
- der Zweifel an dessen Güte und Menschenliebe,
- das Verlangen nach einem nur Gott zukommenden Wissen (Hybris).

H. Junker sieht das so: „Demnach verhält sich die vom Menschen tatsächlich erlangte Erkenntnis des Guten und Bösen zu der erhofften wie die bittere Enttäuschung zu der vorhergehenden Illusion.“

### Ikonografie, Brauchtum und Legenden
Laut Weinreb spricht der biblische Text nur allgemein von „den Früchten“ des Baums der Erkenntnis, scheint bei diesem aber am ehesten an einen Feigenbaum zu denken (vgl. Gen 3,7 ). Während die Frucht in frühjüdischen Apokalypsen die Weintraube ist, stellt die christliche Kunst des späten Mittelalters den Baum jedoch meist als Apfelbaum dar, möglicherweise wegen des Wortspiels, das sich in der lateinischen Bibelübersetzung (Vulgata) zwischen mālum (= Apfel) bzw. mālus (= Apfelbaum) und malum (= das Böse) ergibt.
Nach volkstümlich-legendarischer Vorstellung in Deutschland sei Adam nach dem Biss in die verbotene Frucht ein Stück davon „im Halse stecken geblieben“, weswegen der Schildknorpel am Kehlkopf bei Männern auch „Adamsapfel“ genannt wird.
Auch der Brauch, am Heiligen Abend, der liturgisch dem Gedächtnis der Stammeltern Adam und Eva gewidmet ist, den Weihnachtsbaum mit Äpfeln zu schmücken, erinnert an den Genuss der verbotenen Früchte vom Baum der Erkenntnis (Sündenfall) durch den „alten Adam“, von dessen Folgen (Erbsünde) die Menschheit durch den an Weihnachten geborenen „neuen Adam“ Jesus Christus erlöst worden ist.
Im apokryphen Nikodemusevangelium wird erzählt, als Adam im Sterben lag, habe sein Sohn Set am Paradiesestor um das Öl der Barmherzigkeit vom Baum des Lebens gebeten, damit sein Vater wieder gesund werde. Der Erzengel Michael habe dies verweigert, ihm aber einen kleinen Zweig vom Baum der Erkenntnis mitgegeben. Da bei Sets Rückkehr Adam schon gestorben war, habe Set den Zweig auf dessen Grab gepflanzt. Der Baum, der daraus wuchs, sei zum Holz des Kreuzes Jesu geworden.

## Jüdische Sicht
Awraham ben Meir ibn Esra, besser bekannt als Ibn Esra, kommentiert Genesis 3,6 mit den Worten: „Der Baum der Erkenntnis erweckt sexuelles Verlangen, weshalb sie ihre Blöße bedeckten.“ Weiter heißt es „Als Adam vom Baum der Erkenntnis aß, „erkannte“ (wusste) er seine Frau. „Wissen – Erkennen“ ist ein Euphemismus für Geschlechtsverkehr. Der Geschlechtsverkehr wird „Wissen – Erkennen“ genannt, weil das sexuelle Verlangen vom Baum der Erkenntnis kam. Außerdem beginnt ein junger Mann in dem Alter, in dem er beginnt, Gut und Böse zu „erkennen“, sexuelles Verlangen zu haben.“